# クサンティッペ (小惑星)
クサンティッペ (156 Xanthippe) は小惑星帯に位置する小惑星。古在由秀はかなり小規模な小惑星族を代表する小惑星としている。
1875年11月25日、オーストリア領ポーラ（現：クロアチア領プーラ）で天文学者のヨハン・パリサが発見した。ギリシアの哲学者ソクラテスの妻、クサンティッペから命名された。固有名の命名者は、発見者の妻アマリア・パリサである。
2004年10月31日に福島県で11.7等の恒星 TYC 6254-01112-1（いて座）との掩蔽が観測された。せんだい宇宙館によって、この観測からクサンティッペの弦が算出され、それから直径が推定された。